# HD 26820
HD 26820，又名CD-44 1450，SAO 216694、HR 1316，是一颗恒星，视星等为6.71，位于銀經249.91，銀緯-46.51，其B1900.0坐标为赤經4h 9m 20.6s，赤緯-44° -46.51′ 25″。